# 恋する日曜日 私。恋した
『恋する日曜日 私。恋した』（こいするにちようび わたしこいした）は、2007年公開の日本映画。BS-iで放送されていた1話から3話完結のオムニバス恋愛ドラマシリーズ『恋する日曜日』の映画版第3作。

## ストーリー
余命3ヶ月と宣告された女子高生のなぎさ（堀北真希）は、父に黙ってかつて暮らした海辺の街へと旅立つ。そこには初恋の人、石川聡（窪塚俊介）が今も住んでいた。病気のことは告げぬまま旅行と偽り、聡の家に泊めてもらうなぎさ。聡と過ごす日々で、彼への想いを募らせるなぎさだったが、聡は人妻の絵里子（高岡早紀）と不倫を重ねていたのだ。ある日、なぎさは絵里子の娘のまどかを衝動的に連れ出してしまう……。

## キャスト
- 堀北真希：二ノ宮なぎさ
- 窪塚俊介：石川聡
- 高岡早紀：中山絵里子
- 吹越満：絵里子の夫
- 岩本千波：中山まどか
- 若松武史：なぎさの父

## スタッフ
- 監督：廣木隆一
- 製作：高西伸兒、田中勇、鈴木径男、内田康史
- プロデューサー：丹羽多聞アンドリウ
- 共同プロデューサー：山口幸彦、永田芳弘
- 脚本：渡辺千穂
- 撮影：水口智之
- 美術：桜井陽一
- 編集：木村悦子
- 音楽：遠藤浩二
- 配給：エム・エフボックス
- 主題歌：『花〜すべての人の心に花を〜』（喜納昌吉&チャンプルーズ）
- 照明：関輝久
- 録音：深田晃